# Kazimierz Jarmundowicz
Kazimierz Franciszek Jarmundowicz (ur. 1698 w Krakowie, zm. 3 maja 1762 tamże) – prawnik, rektor Akademii Krakowskiej.

## Życiorys
Pochodził z krakowskiej rodziny mieszczańskiej, jego ojciec Jan był lekarzem. Naukę rozpoczął w szkołach Nowodworskich, a następnie zapisał się na Akademię Krakowską, gdzie 23 marca 1720 uzyskał stopień bakałarza, a w 1721 magistra sztuk wyzwolonych i doktora filozofii. W 1722 wyjechał do Poznania, gdzie został profesorem gramatyki od 1726 poetyki, a następnie do 1729 retoryki i dialektyki w Akademii Lubrańskiego w Poznaniu. Przez cały czas pełnił także z ramienia uczelni funkcję prefekta Bursy Szołdarskich. W latach 1730–1731 był zatrudniony jak nauczyciel Józefa Radomickiego syna wojewody poznańskiego Władysława. Do Krakowa powrócił w 1731 powołany do Kolegium Mniejszego. 26 listopada 1743 został ponownie zatrudniony w Akademii Lubrańskiego, jako jej dyrektor pracował na tym stanowisku do 1746 równocześnie pełniąc funkcję prowizora poznańskiego seminarium duchownego. W 1734 był dziekanem Wydziału Filozoficznego oraz objął Katedrę Wymowy. Rozpoczął studia prawnicze uzyskując zgodę uczelni 11 grudnia 1737 na przejście do Kolegium Prawniczego. Studia prawnicze ukończył w styczniu 1739, został wybrany na semestr letni prepozytem Kolegium Prawniczego. Do 1758 funkcję tę sprawował dziesięciokrotnie, w latach 1750–1762 był ośmiokrotnie dziekanem Wydziału Prawa na początku był wykładowcą prawa rzymskiego. W marcu 1748 uzyskał doktorat obojga praw. W 1749 wskutek reformy prowadzonej przez biskupa Andrzeja Stanisława Załuskiego objął nowa katedrę Prawa Natury i Narodów przedmiot ten wykładał do 1755. W 1743 został sekretarzem rektora, od 1750 był podkanclerzym uczelni dla Wydziału Prawa, od 1756 do 1759 dodatkowo także dla Wydziału Medycznego. W tym okresie zaangażował się także w spór z Jezuitami broniąc pismami polemicznymi monopolu krakowskiej uczelni na kształcenie wyższe. Sukces spowodował, że zdecydowano o jego wyborze na urząd rektora Akademii, który sprawował kolejno przez 3 semestry. W 1733 został prałatem w kościele św. Andrzeja w Olkuszu oraz kanonikiem kościoła Wszystkich Świętych w Krakowie. W kapitule tej był kantorem do 1751, kanclerzem w latach 1754–1758, a następnie kustoszem. Przez 18 lat zarządzał jej majątkiem. Od 1738 tytułował się notariuszem apostolskim, w 1747 został proboszczem kościoła św. Marii Magdaleny w Krakowie, od 26 maja 1755 był proboszcze w Luborzycy. W 1761 został kanonikiem katedry wawelskiej po 2-letnim sporze z biskupem Kajetanem Sołtykiem o dochody z propinacji w Luborzycy. Jarmundowicz zmarł w Krakowie i został pochowany w kolegiacie Wszystkich Świętych. Epitafium zostało po rozbiórce kościoła przeniesione i znajduje się do dziś w kościele ś. Piotra i Pawła.